# Ульянов, Иван Захарович
Иван Захарович Ульянов (1893—1976) — советский военачальник; генерал-майор инженерно-авиационной службы Советской Армии (1944).
Участник Гражданской и Великой Отечественной войн.

## Биография
Родился 10 октября 1893 года в Алатыре. Окончил двухклассное училище, после чего работал разнорабочим, слесарем.
В октябре 1914 года был призван на службу в Российскую императорскую армию.
В 1915 году окончил Гатчинскую военно-авиационную школу, получил звание старшего унтер-офицера.
Участвовал в Октябрьской революции в Петрограде.
В июне 1918 года пошёл на службу в Рабоче-крестьянскую Красную Армию.
Участвовал в боях Гражданской войны.
В 1922 году окончил Петроградскую школу авиатехников.
Участвовал в Великой Отечественной войне. воевал на Брянском фронте старшим инженером смешанной авиадивизии.
В 1942—1944 — главный инженер авиакорпуса, в 1944—1946 — главный инженер — заместитель командующего 3-й воздушной армией.
В 1944 году ему было присвоено звание генерал-майора инженерно-авиационной службы.
С 1946 года служил заместителем командующих 1-й, а с 1949 года — 50-й воздушной армиями.
В 1956 году вышел в отставку. Проживал в Смоленске, активно занимался общественной деятельностью.
Умер 10 ноября 1976 года, похоронен на Братском кладбище Смоленска.

## Награды
- Орден Ленина,
- три ордена Красного Знамени (1941),
- Орден Кутузова 2-й степени,
- Орден Трудового Красного Знамени (1934)
- Орден Красной Звезды (1943),
- ряд медалей[1]:
  - Юбилейная медаль «XX лет Рабоче-Крестьянской Красной Армии» (1938)